# IFK Mora
IFK Mora är en idrottsförening från Mora i Dalarna i Sverige. Klubben bildades den 22 augusti 1909, och blev efter beslut 1991 en alliansförening från 1 januari 1992.

## Föreningens begynnelse
Långt innan IFK Mora formellt bildades fanns det i Mora socken intresse för modern idrottsutövning och vintern 1896-1897 bildades skidklubben Engelbrecht. Utöver skidåkning upptogs i början av 1900-talet även fotboll och allmän idrott på programmet, varför namnet ändrades till Mora Idrottsförening som sedan uppgick i den på hösten 1909 bildade Idrottsföreningen Kamraterna. Därmed var IFK Mora bildat.

### Milstolpar
- 1922, första upplagan av Vasaloppet går av stapeln.
- 1927, första SM-guldet: Johan Ström vinner juniorklassen i längdskidåkning vid SM i Örnsköldsvik.
- 1928, första olympiadeltagaren: Längdskidåkaren Anders Ström representerar Sverige vid olympiaden i Sankt Moritz. Ström bärgar en sjundeplats i femmilen.
- 1931, första segern i Vasaloppet genom Anders Ström.
- 1948, första OS-gulden i Sankt Moritz: Gunnar Eriksson ingår i guldlaget i stafett och vinner brons på 18 km. "Mora-Nisse" blir olympisk mästare över fem mil.
- 1992, föreningen ombildas till en alliansförening bestående av sex medlemsföreningar:
  - IFK Mora alpina klubb
  - IFK Mora fotbollsklubb
  - IFK Mora friidrottsklubb
  - IFK Mora gymnastikklubb
  - IFK Mora orienteringsklubb
  - IFK Mora skidklubb

## Främsta framgångar
Föreningen är troligtvis mest känd för sina framgångar i orientering, längdskidåkning, fotboll och för att, tillsammans med Sälens IF, vara ägare av Vasaloppet.
Individuellt är Nils "Mora-Nisse" Karlsson den mest kände profilen. Under 1940-talet vann Karlsson många medaljer, bland annat olympiskt guld 1948 och under sin skidkarriär vann Vasaloppet nio gånger. Senaste individuella OS-guldet för IFK Moras räkning vanns av Stina Nilssons när hon segrade i damernas sprint 2018.
Lagmässigt har IFK Mora otaliga SM-guld i skidstafetter, senast genom Nilsson/Dyvik i sprintstafett. Herrlaget i fotboll har som bäst spelat två säsonger i Sveriges näst högsta division. 1996 lyckades herrlaget i fotboll slå ut Degerfors IF ur Svenska cupen.
Klubben har också arrangerat världens första stafett inom inomhusorientering. Denna tävling arrangerades den 29 december 2019, med individuella banor dagen innan. Tävlingen gick av stapeln på Mora gymnasium.

## IFK Mora FK
IFK Mora FK är fotbollsklubben inom IFK Mora. Herrlaget i fotboll har som bäst spelat två säsonger i Sveriges näst högsta division. Säsongen 1987 slutade IFK precis ovanför nedflyttningsstrecket men 1988 slutade man sist och åkte ur. Utöver dessa två säsonger har IFK spelat 25 säsonger på tredje högsta nivån (motsvarande dagens Ettan), vilket gör klubben till Dalarnas historiskt bästa klubb efter Brage.
Den kanske största framgången för herrlaget är kanske ändå när man 1996 slog ut allsvenska Degerfors IF ur Svenska cupen.
Säsongen 2022 spelade IFK Mora i division IV Dalarna, där laget slutade tvåa bakom Falu BS och sedan vunnit kvalet till division III. Således spelar föreningen i division III 2023.
Damlaget har som högst nått division II. Utöver seniorlag har klubben flera junior- och ungdomslag samt futsallag i seriespel.
IFK Mora FK innehar poängrekordet i Division 4 Dalarna med sina 62 poäng under säsongen 2024, detta efter 20 segrar, 2 oavgjorda matcher och 0 förluster. 

## IFK Mora OK
IFK Mora Orienteringsklubb, ofta IFK Mora OK, är namnet på IFK Moras orienteringsklubb med verksamhet i tre grenar: orientering, skidorientering och mountainbikeorientering.  Klubben hade 450 medlemmar 2024.
Skidsektionen anordnade den 23 november 1924 anordnades den första orienteringstävlingen i Mora. Orienteringsverksamheten bildade 1935 en egen sektion i IFK Mora. Inom budkavlar (stafetter), vann klubben SM 1948 med Gunnar Mattsson-Frost, Gunnar Larsson och Lennart Berg. Sedan blev det en andra plats vid Tiomila i Strängnäs 1965.

## IFK Mora SK
IFK Mora SK är namnet på IFK Moras skidklubb. Klubben titulerar sig själv "Sveriges bästa skidklubb", för vilket man har fog för sett till antalet SM-, VM- och OS-medaljer. IFK:s tävlingsdress med blå underdel, vit överdel och röd luva är en klassisk dress som gjort åkarna lett igenkända. På senare år har dock föreningen alltmer frångått den klassiska dressen till förmån för en helblå.
Bland otaliga landslagsåkare genom åren märks Nils "Mora-Nisse" Karlsson (9 Vasaloppsvinster, OS-guld över 50 km, 19 SM-guld), Gunnar Eriksson (olympisk mästare i stafett, VM-guld i femmilen 1950), Lars-Arne Bölling (2 Vasaloppsvinster, 9 SM-guld), Staffan Larsson (längdåkare) (Vasaloppsvinnare som dessförinnan gjort sig känd i skidvärlden som den förste som stakade i nio mil), Elin Ek (längdåkare) (Vasaloppsvinnare, SM-guld), Anna Haag (4 OS-medaljer, 7 SM-guld), Stina Nilsson (världens bästa sprintåkerska under flera år, OS- och VM-guld) och Anna Dyvik (landslagsåkerska säsongen 2022/2023).

### Vasaloppet
Vasaloppet har anordnats årligen sedan 1922. IFK Mora är arrangörsklubb men det är inte blott vid sidan klubben gjort sig bemärkt. På herrsidan har en Moralöpare åkt över mållinjen med segerkransen vid inte mindre än 15 tillfällen. Nils ”Mora-Nisse” Karlsson ställde upp i loppet vid tio tillfällen. Han vann nio och blev knappt slagen som tvåa 1952, ett oslagbart rekord givetvis. På damsidan har en IFK-löperska vunnit loppet vid tre tillfällen sedan loppet fick officiell status 1997. Därtill vann en åkerska från IFK Mora som "bästa dam" vid fyra tillfällen.
| År       | Namn                                 | Tid     |
| -------- | ------------------------------------ | ------- |
| 1931 (h) | Anders Ström                         | 6:37:47 |
| 1943 (h) | Nils ”Mora-Nisse” Karlsson           | 5:47:10 |
| 1945 (h) | Nils ”Mora-Nisse” Karlsson           | 6:27:59 |
| 1946 (h) | Nils ”Mora-Nisse” Karlsson           | 6:08:42 |
| 1947 (h) | Nils ”Mora-Nisse” Karlsson           | 5:59:35 |
| 1948 (h) | Nils ”Mora-Nisse” Karlsson           | 5:35:13 |
| 1949 (h) | Nils ”Mora-Nisse” Karlsson           | 5:44:09 |
| 1950 (h) | Nils ”Mora-Nisse” Karlsson           | 6:08:25 |
| 1951 (h) | Nils ”Mora-Nisse” Karlsson           | 5:27:20 |
| 1953 (h) | Nils ”Mora-Nisse” Karlsson           | 5:01:55 |
| 1970 (h) | Lars-Arne Bölling                    | 5:08:38 |
| 1972 (h) | Lars-Arne Bölling                    | 5:35:19 |
| 1982 (h) | Lasse Frykberg                       | 4:28:50 |
| 1998 (d) | Kerrin Petty (amerikansk medborgare) | 4:17:02 |
| 1999 (h) | Staffan Larsson                      | 4:31:37 |
| 2001 (h) | Henrik Eriksson                      | 4:01:22 |
| 2007 (d) | Elin Ek                              | 4:48:29 |
| 2010 (d) | Susanne Nyström                      | 4:33:07 |